# Taiyo Shimokawa
Taiyo Shimokawa (下川 太陽 Shimokawa Taiyo?, nacido el 7 de marzo de 2002 en Osaka) es un futbolista japonés que juega como defensa.
En 2019, Shimokawa se unió al Cerezo Osaka de la J1 League.

## Trayectoria

### Clubes
| Club         | País  | Año    |
| ------------ | ----- | ------ |
| Cerezo Osaka | Japón | 2019 - |

## Estadística de carrera

### J. League
| Club                | Año   | J. League | J. League | Copa J. League | Copa J. League | Total | Total |
| Club                | Año   | Part.     | Goles     | Part.          | Goles          | Part. | Goles |
| ------------------- | ----- | --------- | --------- | -------------- | -------------- | ----- | ----- |
| Cerezo Osaka        | 2019  | 0         | 0         | 0              | 0              | 0     | 0     |
| Cerezo Osaka sub-23 | 2019  | 16        | 1         | -              | -              | 16    | 1     |
| Total               | Total | 16        | 1         | 0              | 0              | 16    | 1     |